# Смолівка (Куп'янський район)
Смо́лівка — село в Україні, у Шевченківській селищній громаді Куп’янського району Харківської області. Населення становить 66 осіб. До 2020 орган місцевого самоврядування — Нижньобурлуцька сільська рада.
Село постраждало внаслідок геноциду українського народу, проведеного урядом СРСР 1932—1933 та 1946—1947.

## Географія
Село Смолівка знаходиться на лівому березі річки Великий Бурлук, вище за течією на відстані 4 км розташоване село Шевченкове, нижче за течією на відстані 2 км розташоване село Роздольне, на протилежному березі — село Михайлівка.

## Історія
Село засноване в 1850 році.
7 (20) листопада 1917 року, відповідно до.Третього Універсалу Української Центральної Ради, увійшло до складу Української Народної Республіки.
З 1920 — комуністичний режим. Селяни — колишні громадяни УНР — були вороже налаштовані до більшовиків. Тому чинили опір окупаційній владі. Та вдалася до кари голодом. Петро Йорж (1922 р.н.) свідчить:
| Наша сім’я складалась з 7 осіб: батько, мати, 3 сина та дочка. Сім’я не бідувала, вели особисте господарство. Але на початку 1933 року нашу сім’ю розкуркулили, забрали все майно, будинок, продукти. Батька посадили на 10 років. Ми жили в сараї, їжі не було де знайти. До весни померли мама, сестра Галина – 7 років, брат Женя – 20 років... |
1991 українська влада у селі поновлена.
12 червня 2020 року, відповідно до Розпорядження Кабінету Міністрів України № 725-р «Про визначення адміністративних центрів та затвердження територій територіальних громад Харківської області», увійшло до складу Шевченківської селищної територіальної громади.
19 липня 2020 року, в результаті адміністративно-територіальної реформи та ліквідації Шевченківського району, село увійшло до складу новоутвореного Куп'янського району Харківської області.